# أنس مصطفى
أنس مصطفى هو مبارز بالسيف مصري، ولد في 1 نوفمبر 1990.

## وصلات خارجية
- أنس مصطفى على موقع أرشيف الشارخ.
- أنس مصطفى على موقع الاتحاد الدولي للمبارزة (الإنجليزية)
- أنس مصطفى على موقع أوليمبيديا (الإنجليزية)